# هلوبوتشکی
هلوبوتشکی (به چکی: Hlubočky) یک منطقهٔ مسکونی در جمهوری چک است که در ناحیه اولومووتس واقع شده است. هلوبوتشکی ۲۲٫۳۱ کیلومتر مربع مساحت و ۴٬۳۴۱ نفر جمعیت دارد و ۳۸۲ متر بالاتر از سطح دریا واقع شده است.